# 건강한 환경에 대한 권리
건강한 환경에 대한 권리(Right to a healthy environment) 또는 지속가능하고 건강한 환경에 대한 권리(the right to a sustainable and healthy environment)는 인권단체, 환경단체가 인간의 건강을 제공하는 생태계를 보호하기 위해 옹호하는 인권이다. 이 권리는 2021년 10월 제48차 유엔 인권 이사회 회의에서 HRC/RES/48/13으로, 이후 2022년 7월 28일 유엔 총회에서 A/RES/76/300으로 인정되었다. 권리는 토지 옹호자, 물 보호자, 원주민 권리 운동가와 같은 환경 옹호자들의 인권 옹호의 기초가 되는 경우가 많다.
이 권리는 물과 위생에 대한 권리, 식량에 대한 권리, 건강에 대한 권리 등 건강에 초점을 맞춘 다른 인권과 상호 연결된다. 건강한 환경에 대한 권리는 환경의 질을 보호하기 위해 인권 접근법을 사용한다. 이 접근 방식은 다른 주나 환경 자체에 대한 영향에 초점을 맞추는 보다 전통적인 환경 규제 접근 방식과 달리 개인 인간에 대한 환경 피해의 영향을 다룬다. 환경 보호에 대한 또 다른 접근 방식은 인간과 기업이 누리는 권리를 자연에도 확대하려는 자연권이다.